# Otto Völker (Mediziner)
Otto Völker (* 15. April 1843 in Salder; † 10. Juli 1892 in Braunschweig) war ein deutscher Mediziner und Arzt der Chirurgie..

## Leben

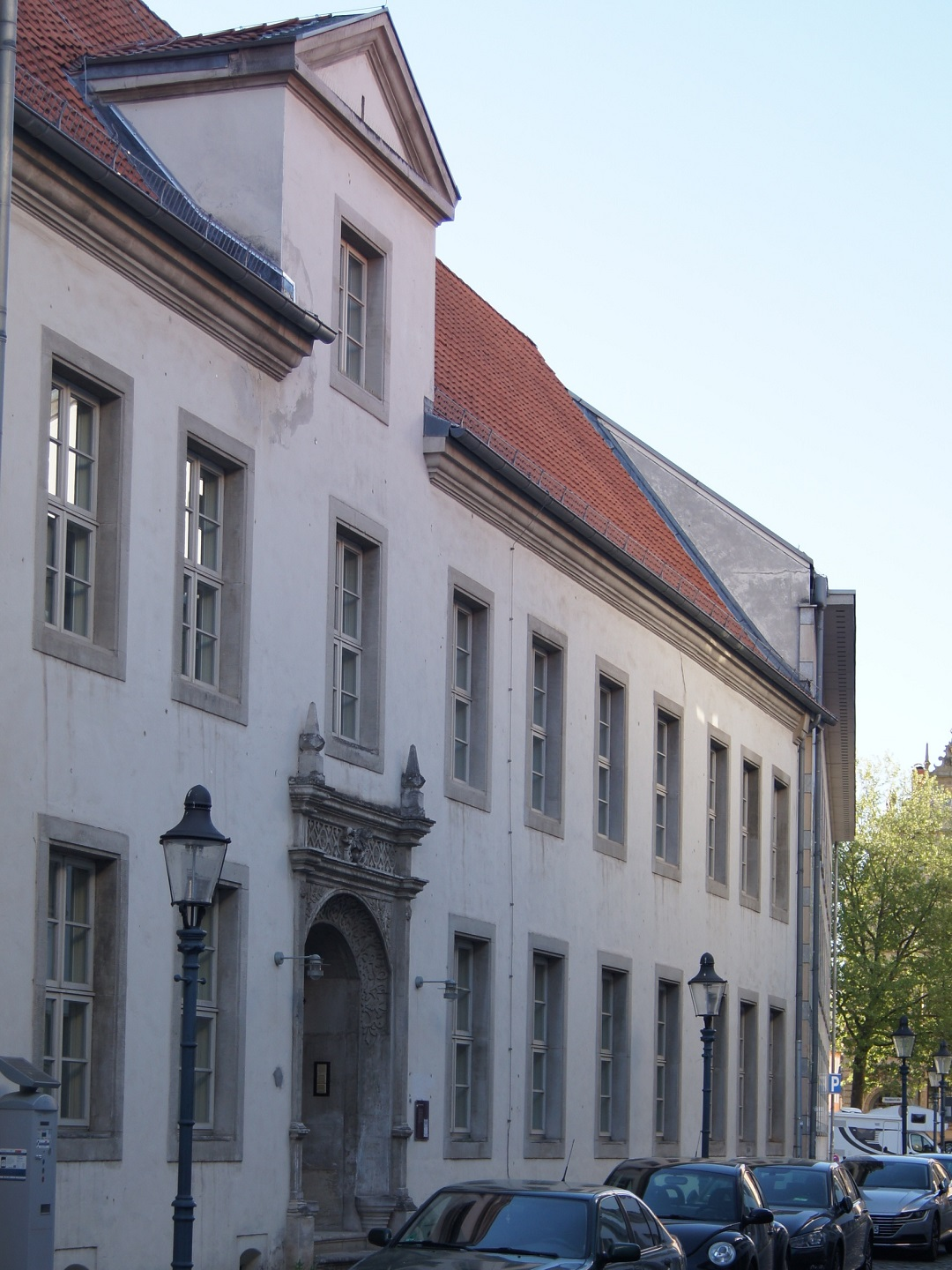
Turnierstrasse 2 Braunschweig

Völker studierte an der Königlichen Universität zu Greifswald unter Heinrich Adolf von Bardeleben, welcher dort einen Lehrstuhl für Chirurgie innehatte und unter dem er im Jahre 1867 mit seiner Dissertation über die Behandlung der Geschwülste mittels Einspritzungen nach der Methode von Carl Thiersch zum Dr. med. promoviert wurde.
Im Jahre 1872 ließ sich Völker als praktischer Arzt in Braunschweig nieder, wo er im Jahre 1873 im Haus mit der Assekuranznummer 2577 am Ägidienmarkt 11 wohnte und als Wundarzt und Geburtshelfer tätig war. Von 1874 bis 1883 praktizierte Völker im Haus mit der Assekuranz-Nummer 451 (ab 1882: 451 II.), Turnierstraße 2, der Witwe des Kaufmanns Hodann, welche neben dem Major a. D. Wegener mit im Haus wohnte. Im Nachbarhaus (Assekuranz-Nummer 636) Turnierstraße 1 befand sich von 1786 bis 1944 der Sitz der Alerdschen Stiftung. Von 1884 bis 1886 lebte Völker im Haus mit der Assekuranz-Nummer 4863 in der Wilhelmithorpromenade 30.
Nachdem Völker ab dem Jahre 1885 der Chirurgischen Abteilung des Herzoglichen Krankenhauses zu Braunschweig als Leiter vorstand, wurde er im Jahre 1888 auch Mitglied des Obersanitätskollegiums. In den Jahren 1887 und 1888 lebte Völker im Haus mit der Assekuranz-Nummer 5031 in der Casparistraße 9 und zog nach seiner Ernennung zum Medizinalrat im Jahre 1889 in das Haus mit der Assekuranz-Nummer 4652 in die Wendenthorpromenade 3, welches er gekauft hatte und wo er bis zu seinem Tode im Jahre 1892 lebte. Nach dem Tod seiner Frau Else im Jahre 1895 vermieteten seine Erben das Haus im Jahre 1900 an den Fabrikbesitzer August Pott.
Sein Nachfolger als Leiter der Chirurgischen Abteilung des Herzoglichen Krankenhauses zu Braunschweig wurde der in der Stadt überaus erfolgreiche, hochgeschätzte und angesehene Chirurg Hermann Seidel.

## Ehrungen
- Eisernes Kreuz Zweiter Klasse[6]
- Kriegsdenkmünze für 1870/71[6]